# Diócesis de Wilcannia-Forbes
La diócesis de Wilcannia-Forbes (en latín: Dioecesis Vilcanniensis-Forbesina y en inglés: Roman Catholic Diocese of Wilcannia–Forbes) es una circunscripción eclesiástica de la Iglesia católica en Australia. Se trata de una diócesis latina, sufragánea de la arquidiócesis de Sídney. Desde el 12 de abril de 2014 su obispo es Columba Macbeth Green, de la Orden de San Pablo Primer Eremita.

## Territorio y organización

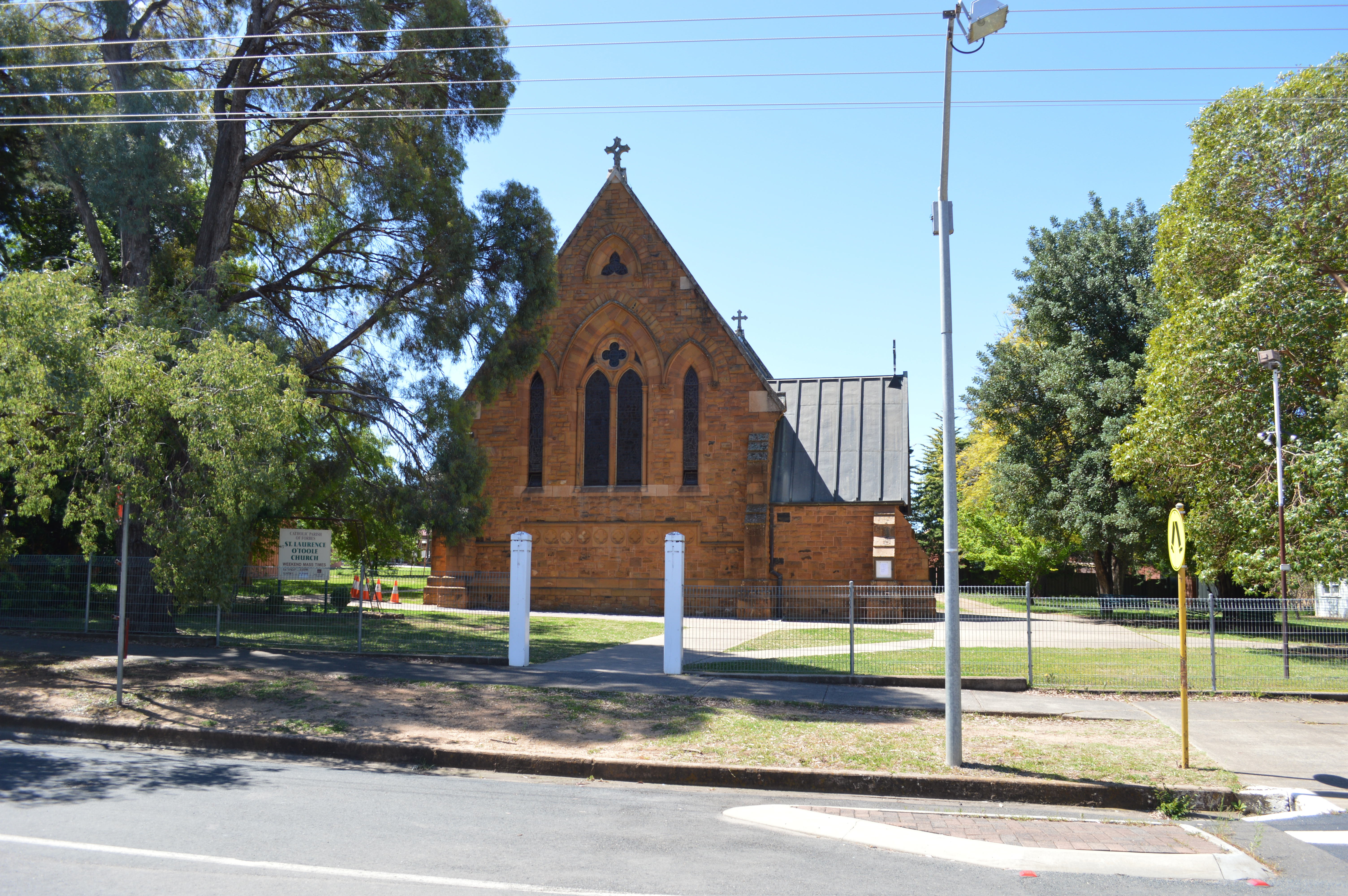
Parroquia de San Lorenzo O'Toole, en Forbes

La diócesis tiene 414 398 km² y extiende su jurisdicción sobre los fieles católicos de rito latino residentes en poco más de la mitad del estado de Nueva Gales del Sur, en su parte cetro-occidental.
La sede de la diócesis se encuentra en la ciudad de Forbes, mientras que en Broken Hill se halla la Catedral del Sagrado Corazón de Jesús.
En 2020 en la diócesis existían 23 parroquias.

## Historia
La primera misa católica en la nueva ciudad minera de Broken Hill se celebró en 1885.
La diócesis de Wilcannia fue erigida el 10 de mayo de 1887 mediante el breve Ex debito pastoralis del papa León XIII, obteniendo el territorio de las diócesis de Armidale y Bathurst.
El 28 de julio de 1917 la diócesis tomó su nombre actual mediante el breve Cum ex Apostolico del papa Benedicto XVI. Al mismo tiempo amplió su territorio con 6 distritos parroquiales cedidos por la diócesis de Bathurst: Forbes, Condobolin, Parkes, Peak Hill, Narromine y Warren. El mismo breve estableció la doble residencia del obispo, que residiría 6 meses al año en Forbes y los otros 6 meses en Broken Hill.
El 6 de septiembre de 1950, con la carta apostólica Gravis saeculi, el papa Pío XII proclamó a Nuestra Señora del Perpetuo Socorro patrona principal de la diócesis.

## Estadísticas
Según el Anuario Pontificio 2023 la diócesis tenía a fines de 2022 un total de 37 000 fieles bautizados.
| Año                                                                             | Población            | Población | Población      | Sacerdotes | Sacerdotes    | Sacerdotes    | Bautizados por sacerdote | Diáconos permanentes | Religiosos | Religiosos | Parroquias |
| Año                                                                             | Bautizados católicos | Total     | % de católicos | Total      | Clero secular | Clero regular | Bautizados por sacerdote | Diáconos permanentes | Varones    | Mujeres    | Parroquias |
| ------------------------------------------------------------------------------- | -------------------- | --------- | -------------- | ---------- | ------------- | ------------- | ------------------------ | -------------------- | ---------- | ---------- | ---------- |
| 1950                                                                            | 20 720               | 97 005    | 21.4           | 44         | 43            | 1             | 470                      |                      | 17         | 232        | 21         |
| 1966                                                                            | 29 000               | 100 000   | 29.0           | 46         | 44            | 2             | 630                      |                      | 16         | 163        | 24         |
| 1970                                                                            | 37 500               | 100 000   | 37.5           | 46         | 44            | 2             | 815                      |                      | 21         | 191        | 24         |
| 1980                                                                            | 34 900               | 130 500   | 26.7           | 35         | 33            | 2             | 997                      |                      | 21         | 129        | 24         |
| 1990                                                                            | 36 700               | 138 000   | 26.6           | 32         | 32            |               | 1146                     |                      | 10         | 59         | 20         |
| 1999                                                                            | 36 804               | 121 816   | 30.2           | 23         | 21            | 2             | 1600                     |                      | 14         | 58         | 21         |
| 2000                                                                            | 36 804               | 121 816   | 30.2           | 25         | 23            | 2             | 1472                     |                      | 15         | 57         | 20         |
| 2001                                                                            | 36 801               | 121 816   | 30.2           | 21         | 18            | 3             | 1752                     |                      | 15         | 57         | 20         |
| 2002                                                                            | 36 001               | 112 008   | 32.1           | 24         | 19            | 5             | 1500                     |                      | 18         | 48         | 16         |
| 2003                                                                            | 36 801               | 122 008   | 30.2           | 21         | 17            | 4             | 1752                     |                      | 16         | 49         | 20         |
| 2004                                                                            | 35 904               | 118 257   | 30.4           | 23         | 18            | 5             | 1561                     |                      | 18         | 42         | 20         |
| 2010                                                                            | 34 000               | 111 300   | 30.5           | 21         | 16            | 5             | 1619                     |                      | 10         | 33         | 20         |
| 2013                                                                            | 35 700               | 118 900   | 30.0           | 18         | 13            | 5             | 1983                     |                      | 9          | 31         | 20         |
| 2014                                                                            | 36 400               | 121 100   | 30.1           | 17         | 11            | 6             | 2141                     |                      | 10         | 30         | 20         |
| 2017                                                                            | 38 000               | 126 300   | 30.1           | 15         | 9             | 6             | 2533                     |                      | 11         | 24         | 20         |
| 2020                                                                            | 35 904               | 118 257   | 30.4           | 15         | 11            | 4             | 2393                     |                      | 9          | 26         | 23         |
| 2022                                                                            | 37 000               | 122 000   | 30.3           | 17         | 15            | 2             | 2176                     |                      | 2          | 8          | 24         |
| Fuente: Catholic-Hierarchy, que a su vez toma los datos del Anuario Pontificio. |                      |           |                |            |               |               |                          |                      |            |            |            |

## Episcopologio
- John Dunne † (13 de mayo de 1887-29 de diciembre de 1916 falleció)
- William Hayden † (13 de marzo de 1918-11 de febrero de 1930 nombrado arzobispo de Hobart)
- Thomas Martin Fox † (9 de junio de 1931-10 de julio de 1967 falleció)
- Douglas Joseph Warren † (26 de septiembre de 1967-30 de marzo de 1994 retirado)
- Barry Francis Collins † (30 de marzo de 1994-15 de noviembre de 2000 falleció)
- Christopher Henry Toohey (9 de julio de 2001-9 de junio de 2009 renunció)
  - Sede vacante (2009-2014)
- Columba Macbeth Green, O.S.P.P.E., desde el 12 de abril de 2014